# Ducado de Alcalá de los Gazules
El ducado de Alcalá de los Gazules, comúnmente llamado ducado de Alcalá, es un título nobiliario español creado en 1558 por el rey Felipe II en favor de Perafán Enríquez de Ribera, entonces marqués de Tarifa y adelantado de Andalucía. Sucesivos titulares ocuparon cargos de alto rango en la administración imperial, especialmente en Italia, y, desde el siglo XVII, el ducado quedó incorporado a la casa de Medinaceli, una de las grandes casas nobiliarias de Europa. Actualmente lo ostenta Victoria de Hohenlohe, xx duquesa de Medinaceli.

## Historia
En 1558, el rey Felipe II otorgó el título de duque de Alcalá a Perafán de Ribera, ii marqués de Tarifa, vii adelantado mayor de Andalucía  y v conde de los Molares, elevándolo a la dignidad de grande de España. Ese mismo año, el monarca lo designó virrey de Nápoles, uno de los cargos más relevantes del gobierno imperial en Italia, que desempeñó hasta su muerte en 1571. El título tuvo su base territorial en las localidades gaditanas de Alcalá de los Gazules, Paterna de Rivera, Bornos y Espera, cuyo señorío integraba los estados de la casa de los adelantados de Andalucía, que en adelante pasó a denominarse casa de Alcalá. Los primogénitos utilizaron tradicionalmente el título de marqués de Tarifa.
El linaje había sido ensalzado por la monarquía castellana como contrapeso al poder de las dos grandes casas andaluzas, los Guzmanes y los Ponce de León, enfrentadas por el control del reino de Sevilla. Enrique III nombró adelantado de Andalucía a Perafán de Ribera el Viejo en 1396, y el cargo devino hereditario en la familia con el respaldo de Enrique IV y de los Reyes Católicos.  Resultó estratégica su alianza matrimonial con los Enríquez, sellada en los sucesivos matrimonios de las hermanas Beatriz y Catalina de Ribera —herederas del linaje— con Pedro Enríquez, segundo hijo del almirante de Castilla, confirmado como adelantado en 1460. En Sevilla dejaron su huella patrimonial en la Casa de Pilatos, el mecenazgo en la Cartuja de las Cuevas —panteón familiar— y la fundación del Hospital de las Cinco Llagas.
Al primer duque siguió su hermano Fernando —casado con una hija de Hernán Cortés—; a este su nieto, Fernando Afán de Ribera, iii duque de Alcalá, que fue embajador ante la Santa Sede (1625–1626), virrey de Cerdeña (1619–1622), de Nápoles (1629–1631), de Sicilia (1632–1635) y gobernador del Milanesado (1636). A su muerte en 1637, cuando viajaba a Colonia para negociar el fin de la guerra de los Treinta Años, lo sucedió brevemente su hija María, duquesa de Montalto, fallecida sin descendencia en 1639.
Tras un litigio con otros pretendientes, la casa pasó a su prima hermana, la duquesa de Medinaceli, Ana María Enríquez de Ribera –antes iii marquesa de Alcalá de la Alameda, título procedente de su familia materna y ajeno a la casa de Alcalá pese a la homonimia–. En la persona de su hijo, Juan Francisco de la Cerda, v duque de Alcalá y luego viii de Medinaceli, el patrimonio y los estados de Alcalá quedaron integrados en la casa de Medinaceli. 
Ya en el siglo XX, el xvii duque de Medinaceli cedió el ducado de Alcalá a su hija primogénita, Victoria Eugenia Fernández de Córdoba, que lo ostentó mientras fue heredera de la casa. Su esposo, Rafael Medina y Vilallonga, fue conocido como duque de Alcalá durante su mandato como alcalde de Sevilla (1943–1947). La cesión se tramitó ante la Diputación de la Grandeza, en el ámbito privado, pues en 1931 la Segunda República había suprimido el reconocimiento oficial de los títulos. No obstante, en 1948, Franco restableció la legislación nobiliaria, y la sucesión quedó convalidada en 1950.
En 2014 se abrió una disputa sucesoria tras la muerte de la duquesa Victoria Eugenia. Su nieto, Marco de Hohenlohe, se convirtió en el xix duque de Medinaceli en aplicación la reforma nobiliaria de 2006, que abolió la preferencia masculina. Por ser su madre la hija mayor, desplazó a su prima Victoria Medina, duquesa de Santisteban, hija del primogénito varón. En este contexto, su tío, el duque de Segorbe, único hijo superviviente de la duquesa, reclamó todos los demás títulos de la casa –entre ellos el de Alcalá–, basándose en una distribución notarial otorgada por su madre en 2012. A esta pretensión se opusieron tanto el nuevo duque de Medinaceli como la duquesa de Santisteban. La controversia se resolvió en 2018 a favor de la hija de Marco, Victoria de Hohenlohe, xx duquesa de Medinaceli, que desde entonces ostenta también el ducado de Alcalá.

## Duques de Alcalá
|      | Titular                                                                                              | Periodo    | Refs   |
| ---- | --- | ---------- | ------ |
| i    | Per Afán Enríquez de Ribera                                                                          | 1558-1571  |        |
| ii   | Fernando Enríquez de Ribera                                                                          | 1571-1594  |        |
| iii  | Fernando Afán de Ribera Enríquez                                                                     | 1594-1637  |        |
| iv   | María Enríquez de Ribera, duquesa de Montalto                                                        | 1637-1639  |        |
| v    | Ana María Enríquez de Ribera, duquesa de Medinaceli                                                  | 1639-1645  |        |
| vi   | Juan Francisco de la Cerda, después viii duque de Medinaceli                                         | 1645-1691  |        |
| vii  | Luis Francisco de la Cerda, ix duque de Medinaceli                                                   | 1691-1711  |        |
| viii | Nicolás Fernández de Córdoba y de la Cerda, x duque de Medinaceli                                    | 1711-1739  |        |
| ix   | Luis Antonio Fernández de Córdoba y Spínola, xi duque de Medinaceli                                  | 1739-1768  |        |
| x    | Pedro de Alcántara Fernández de Córdoba y Moncada, xii duque de Medinaceli                           | 1768-1789  |        |
| xi   | Luis María Fernández de Córdoba y Gonzaga, xiii duque de Medinaceli                                  | 1789-1806  |        |
| xii  | Luis Joaquín Fernández de Córdoba y Benavides, xiv duque de Medinaceli                               | 1806-1840  |        |
| xiii | Luis Tomás Fernández de Córdoba y Ponce de León, xv duque de Medinaceli                              | 1840-1873  |        |
| xiv  | Luis María Fernández de Córdoba y Pérez de Barradas, xvi duque de Medinaceli                         | 1875-1879  | [ 22 ] |
| xv   | Luis Jesús Fernández de Córdoba y Salabert, xvii duque de Medinaceli                                 | 1880-1951  | [ 23 ] |
| xvi  | Victoria Eugenia Fernández de Córdoba y Fernández de Henestrosa, después xviii duquesa de Medinaceli | 1950-2013  | [ 13 ] |
| xvii | Victoria de Hohenlohe-Langenburg, xx duquesa de Medinaceli                                           | desde 2018 | [ 21 ] |

## Árbol genealógico
Titulares
     Pretendientes
     Jefes de la Casa anteriores a la creación del ducado (1368-1558)
| . \| \| \| \| \| \| \| \| \| Ruy López de Ribera († 1344) \| \| \| \| \| \| \| \| \| \| \| \| \| \| \| \| \| \| \| \| \| \| \| \| \| \| \| \| \| \| \| \| \| \| \| \| \| \| \| \| \| \| \| \| \| \| \| \| \| \| \| \| \| \| \| \| \| \| \| \| \| \| \| \| \| \| \| \| \| \| \| \| \| \| \| \| \| \| \| \| \| \| \| \| \| \| \| \| \| \| \| \| \| \| \| \| \| \| Perafán de Ribera el Viejo, i adelantado de Andalucía (c. 1338-1423) \| \| \| \| \| \| \| \| \| \| \| \| \| \| \| \| \| \| \| \| \| \| \| \| \| \| \| \| \| \| \| \| \| \| \| \| \| \| \| \| \| \| \| \| \| \| \| \| \| \| \| \| \| \| \| \| \| \| \| \| \| \| \| \| \| \| \| \| \| \| \| \| \| \| \| \| \| \| \| \| \| \| \| \| \| \| \| \| \| \| \| \| \| \| \| \| \| \| Diego Gómez de Ribera, ii adelantado de Andalucía (1285-1351) \| \| \| \| \| \| \| \| \| \| \| \| \| \| \| \| \| \| \| \| \| \| \| \| \| \| \| \| \| \| \| \| \| \| \| \| \| \| \| \| \| \| \| \| \| \| \| \| \| \| \| \| \| \| \| \| \| \| \| \| \| \| \| \| \| \| \| \| \| \| \| \| \| \| \| \| \| \| \| \| \| \| \| \| \| \| \| \| \| \| \| \| \| \| \| \| \| \| Perafán de Ribera, iii adelantado de Andalucía (1420-1454) \| \| \| \| \| \| \| \| \| \| \| \| \| \| \| \| \| \| \| \| \| \| \| \| \| \| \| \| \| \| \| \| \| \| \| \| \| \| \| \| \| \| \| \| \| \| \| \| \| \| \| \| \| \| \| \| \| \| \| \| \| \| \| \| \| \| \| \| \| \| \| \| \| \| \| \| \| \| \| \| \| \| \| \| \| \| \| \| \| \| \| \| \| \| \| \| \| \| \| \| \| \| \| \| \| \| \| \| \| \| \| \| \| \| \| \| \| \| \| \| \| \| \| \| \| \| \| \| \| \| \| \| \| \| \| \| \| \| \| Beatriz de Ribera († 1469) \| Beatriz de Ribera († 1469) \| Beatriz de Ribera († 1469) \| Beatriz de Ribera († 1469) \| Beatriz de Ribera († 1469) \| Beatriz de Ribera († 1469) \| \| \| Pedro Enríquez, iv adelantado de Andalucía († 1493) \| Pedro Enríquez, iv adelantado de Andalucía († 1493) \| Pedro Enríquez, iv adelantado de Andalucía († 1493) \| Pedro Enríquez, iv adelantado de Andalucía († 1493) \| Pedro Enríquez, iv adelantado de Andalucía († 1493) \| Pedro Enríquez, iv adelantado de Andalucía († 1493) \| \| \| Catalina de Ribera (1447-1505) \| Catalina de Ribera (1447-1505) \| Catalina de Ribera (1447-1505) \| Catalina de Ribera (1447-1505) \| Catalina de Ribera (1447-1505) \| Catalina de Ribera (1447-1505) \| \| \| \| \| \| \| \| \| \| \| \| \| \| \| \| \| \| \| \| \| \| \| \| \| \| \| \| Beatriz de Ribera († 1469) \| Beatriz de Ribera († 1469) \| Beatriz de Ribera († 1469) \| Beatriz de Ribera († 1469) \| Beatriz de Ribera († 1469) \| Beatriz de Ribera († 1469) \| \| \| Pedro Enríquez, iv adelantado de Andalucía († 1493) \| Pedro Enríquez, iv adelantado de Andalucía († 1493) \| Pedro Enríquez, iv adelantado de Andalucía († 1493) \| Pedro Enríquez, iv adelantado de Andalucía († 1493) \| Pedro Enríquez, iv adelantado de Andalucía († 1493) \| Pedro Enríquez, iv adelantado de Andalucía († 1493) \| \| \| Catalina de Ribera (1447-1505) \| Catalina de Ribera (1447-1505) \| Catalina de Ribera (1447-1505) \| Catalina de Ribera (1447-1505) \| Catalina de Ribera (1447-1505) \| Catalina de Ribera (1447-1505) \| \| \| \| \| \| \| \| \| \| \| \| \| \| \| \| \| \| \| \| \| \| \| \| \| \| \| \| \| \| \| \| \| \| \| \| \| \| \| \| \| \| \| \| \| \| \| \| \| \| \| \| \| \| \| \| \| \| \| \| \| \| \| \| \| \| \| \| \| \| \| \| \| \| \| \| \| \| \| \| \| \| \| \| \| \| \| \| \| \| \| \| \| \| \| \| \| \| \| \| \| \| \| \| \| \| \| \| \| \| \| \| \| \| \| \| \| \| \| \| \| \| \| \| \| \| \| \| \| \| \| \| \| \| \| \| \| \| \| \| \| \| \| \| \| \| \| \| \| \| \| \| \| \| \| \| \| \| \| \| \| \| \| \| \| \| \| \| \| \| \| \| \| \| \| \| \| \| \| \| \| \| \| \| \| \| \| \| \| \| \| \| \| \| \| \| \| \| \| \| \| \| \| \| \| \| \| \| \| \| \| \| \| \| \| \| \| \| \| \| \| \| \| \| Francisco Enríquez de Ribera, v adelantado de Andalucía, i conde de los Molares († 1509) \| Francisco Enríquez de Ribera, v adelantado de Andalucía, i conde de los Molares († 1509) \| Francisco Enríquez de Ribera, v adelantado de Andalucía, i conde de los Molares († 1509) \| Francisco Enríquez de Ribera, v adelantado de Andalucía, i conde de los Molares († 1509) \| Francisco Enríquez de Ribera, v adelantado de Andalucía, i conde de los Molares († 1509) \| Francisco Enríquez de Ribera, v adelantado de Andalucía, i conde de los Molares († 1509) \| \| \| Fadrique Enríquez de Ribera, vi adelantado de Andalucía, i marqués de Tarifa (1476-1539) \| Fadrique Enríquez de Ribera, vi adelantado de Andalucía, i marqués de Tarifa (1476-1539) \| Fadrique Enríquez de Ribera, vi adelantado de Andalucía, i marqués de Tarifa (1476-1539) \| Fadrique Enríquez de Ribera, vi adelantado de Andalucía, i marqués de Tarifa (1476-1539) \| Fadrique Enríquez de Ribera, vi adelantado de Andalucía, i marqués de Tarifa (1476-1539) \| Fadrique Enríquez de Ribera, vi adelantado de Andalucía, i marqués de Tarifa (1476-1539) \| \| \| Fernando Enríquez de Ribera († 1522) \| Fernando Enríquez de Ribera († 1522) \| Fernando Enríquez de Ribera († 1522) \| Fernando Enríquez de Ribera († 1522) \| Fernando Enríquez de Ribera († 1522) \| Fernando Enríquez de Ribera († 1522) \| \| \| \| \| \| \| \| \| \| \| \| \| \| \| \| \| \| \| \| \| \| \| \| \| \| \| \| Francisco Enríquez de Ribera, v adelantado de Andalucía, i conde de los Molares († 1509) \| Francisco Enríquez de Ribera, v adelantado de Andalucía, i conde de los Molares († 1509) \| Francisco Enríquez de Ribera, v adelantado de Andalucía, i conde de los Molares († 1509) \| Francisco Enríquez de Ribera, v adelantado de Andalucía, i conde de los Molares († 1509) \| Francisco Enríquez de Ribera, v adelantado de Andalucía, i conde de los Molares († 1509) \| Francisco Enríquez de Ribera, v adelantado de Andalucía, i conde de los Molares († 1509) \| \| \| Fadrique Enríquez de Ribera, vi adelantado de Andalucía, i marqués de Tarifa (1476-1539) \| Fadrique Enríquez de Ribera, vi adelantado de Andalucía, i marqués de Tarifa (1476-1539) \| Fadrique Enríquez de Ribera, vi adelantado de Andalucía, i marqués de Tarifa (1476-1539) \| Fadrique Enríquez de Ribera, vi adelantado de Andalucía, i marqués de Tarifa (1476-1539) \| Fadrique Enríquez de Ribera, vi adelantado de Andalucía, i marqués de Tarifa (1476-1539) \| Fadrique Enríquez de Ribera, vi adelantado de Andalucía, i marqués de Tarifa (1476-1539) \| \| \| Fernando Enríquez de Ribera († 1522) \| Fernando Enríquez de Ribera († 1522) \| Fernando Enríquez de Ribera († 1522) \| Fernando Enríquez de Ribera († 1522) \| Fernando Enríquez de Ribera († 1522) \| Fernando Enríquez de Ribera († 1522) \| \| \| \| \| \| \| \| \| \| \| \| \| \| \| \| \| \| \| \| \| \| \| \| \| \| \| \| \| \| \| \| \| \| \| \| \| \| \| \| \| \| \| \| \| \| \| \| \| \| \| \| \| \| \| \| \| \| \| \| \| \| \| \| \| \| \| \| \| \| \| \| \| \| \| \| \| \| \| \| \| \| \| \| \| \| \| \| \| \| \| \| \| Perafán de Ribera, i duque de Alcalá (1509-1571) \| Perafán de Ribera, i duque de Alcalá (1509-1571) \| Perafán de Ribera, i duque de Alcalá (1509-1571) \| Perafán de Ribera, i duque de Alcalá (1509-1571) \| Perafán de Ribera, i duque de Alcalá (1509-1571) \| Perafán de Ribera, i duque de Alcalá (1509-1571) \| \| \| Fernando Enríquez de Ribera, ii duque de Alcalá (1527-1594) \| Fernando Enríquez de Ribera, ii duque de Alcalá (1527-1594) \| Fernando Enríquez de Ribera, ii duque de Alcalá (1527-1594) \| Fernando Enríquez de Ribera, ii duque de Alcalá (1527-1594) \| Fernando Enríquez de Ribera, ii duque de Alcalá (1527-1594) \| Fernando Enríquez de Ribera, ii duque de Alcalá (1527-1594) \| \| \| \| \| \| \| \| \| \| \| \| \| \| \| \| \| \| \| \| \| \| \| \| \| \| \| \| \| \| \| \| \| \| \| \| Perafán de Ribera, i duque de Alcalá (1509-1571) \| Perafán de Ribera, i duque de Alcalá (1509-1571) \| Perafán de Ribera, i duque de Alcalá (1509-1571) \| Perafán de Ribera, i duque de Alcalá (1509-1571) \| Perafán de Ribera, i duque de Alcalá (1509-1571) \| Perafán de Ribera, i duque de Alcalá (1509-1571) \| \| \| Fernando Enríquez de Ribera, ii duque de Alcalá (1527-1594) \| Fernando Enríquez de Ribera, ii duque de Alcalá (1527-1594) \| Fernando Enríquez de Ribera, ii duque de Alcalá (1527-1594) \| Fernando Enríquez de Ribera, ii duque de Alcalá (1527-1594) \| Fernando Enríquez de Ribera, ii duque de Alcalá (1527-1594) \| Fernando Enríquez de Ribera, ii duque de Alcalá (1527-1594) \| \| \| \| \| \| \| \| \| \| \| \| \| \| \| \| \| \| \| \| \| \| \| \| \| \| \| \| \| \| \| \| \| \| \| \| \| \| \| \| \| \| \| \| Fernando Enríquez de Ribera, iv marqués de Tarifa \| \| \| \| \| \| \| \| \| \| \| \| \| \| \| \| \| \| \| \| \| \| \| \| \| \| \| \| \| \| \| \| \| \| \| \| \| \| \| \| \| \| \| \| \| \| \| \| \| \| \| \| \| \| \| \| \| \| \| \| \| \| \| \| \| \| \| \| \| \| \| \| \| \| \| \| \| \| \| \| \| \| \| \| \| \| \| \| \| \| \| \| \| \| \| \| \| \| \| \| \| \| \| \| \| \| \| \| \| \| \| \| \| \| \| \| \| \| \| \| \| \| \| \| \| \| \| \| \| \| \| \| \| \| \| \| \| \| \| Fernando Afán de Ribera, iii duque de Alcalá (1583-1637) \| Fernando Afán de Ribera, iii duque de Alcalá (1583-1637) \| Fernando Afán de Ribera, iii duque de Alcalá (1583-1637) \| Fernando Afán de Ribera, iii duque de Alcalá (1583-1637) \| Fernando Afán de Ribera, iii duque de Alcalá (1583-1637) \| Fernando Afán de Ribera, iii duque de Alcalá (1583-1637) \| \| \| Pedro Girón de Ribera, marqués de Alcalá de la Alameda \| Pedro Girón de Ribera, marqués de Alcalá de la Alameda \| Pedro Girón de Ribera, marqués de Alcalá de la Alameda \| Pedro Girón de Ribera, marqués de Alcalá de la Alameda \| Pedro Girón de Ribera, marqués de Alcalá de la Alameda \| Pedro Girón de Ribera, marqués de Alcalá de la Alameda \| \| \| \| \| \| \| \| \| \| \| \| \| \| \| \| \| \| \| \| \| \| \| \| \| \| \| \| \| \| \| \| \| \| \| \| Fernando Afán de Ribera, iii duque de Alcalá (1583-1637) \| Fernando Afán de Ribera, iii duque de Alcalá (1583-1637) \| Fernando Afán de Ribera, iii duque de Alcalá (1583-1637) \| Fernando Afán de Ribera, iii duque de Alcalá (1583-1637) \| Fernando Afán de Ribera, iii duque de Alcalá (1583-1637) \| Fernando Afán de Ribera, iii duque de Alcalá (1583-1637) \| \| \| Pedro Girón de Ribera, marqués de Alcalá de la Alameda \| Pedro Girón de Ribera, marqués de Alcalá de la Alameda \| Pedro Girón de Ribera, marqués de Alcalá de la Alameda \| Pedro Girón de Ribera, marqués de Alcalá de la Alameda \| Pedro Girón de Ribera, marqués de Alcalá de la Alameda \| Pedro Girón de Ribera, marqués de Alcalá de la Alameda \| \| \| \| \| \| \| \| \| \| \| \| \| \| \| \| \| \| \| \| \| \| \| \| \| \| \| \| \| \| \| \| \| \| \| \| \| \| \| \| \| \| \| \| \| \| \| \| \| \| \| \| \| \| \| \| \| \| \| \| \| \| \| \| \| \| \| \| \| \| \| \| \| \| \| \| \| Fernando Afán de Ribera vi marqués de Tarifa (1614-1633) \| Fernando Afán de Ribera vi marqués de Tarifa (1614-1633) \| Fernando Afán de Ribera vi marqués de Tarifa (1614-1633) \| Fernando Afán de Ribera vi marqués de Tarifa (1614-1633) \| Fernando Afán de Ribera vi marqués de Tarifa (1614-1633) \| Fernando Afán de Ribera vi marqués de Tarifa (1614-1633) \| \| \| María Enríquez de Ribera, duquesa de Montalto, iv duquesa de Alcalá († 1639) \| María Enríquez de Ribera, duquesa de Montalto, iv duquesa de Alcalá († 1639) \| María Enríquez de Ribera, duquesa de Montalto, iv duquesa de Alcalá († 1639) \| María Enríquez de Ribera, duquesa de Montalto, iv duquesa de Alcalá († 1639) \| María Enríquez de Ribera, duquesa de Montalto, iv duquesa de Alcalá († 1639) \| María Enríquez de Ribera, duquesa de Montalto, iv duquesa de Alcalá († 1639) \| \| \| Ana María Enríquez de Ribera, duquesa de Medinaceli, v duquesa de Alcalá († 13) \| Ana María Enríquez de Ribera, duquesa de Medinaceli, v duquesa de Alcalá († 13) \| Ana María Enríquez de Ribera, duquesa de Medinaceli, v duquesa de Alcalá († 13) \| Ana María Enríquez de Ribera, duquesa de Medinaceli, v duquesa de Alcalá († 13) \| Ana María Enríquez de Ribera, duquesa de Medinaceli, v duquesa de Alcalá († 13) \| Ana María Enríquez de Ribera, duquesa de Medinaceli, v duquesa de Alcalá († 13) \| \| \| \| \| \| \| \| \| \| \| \| \| \| \| \| \| \| \| \| \| \| \| \| \| \| \| \| Fernando Afán de Ribera vi marqués de Tarifa (1614-1633) \| Fernando Afán de Ribera vi marqués de Tarifa (1614-1633) \| Fernando Afán de Ribera vi marqués de Tarifa (1614-1633) \| Fernando Afán de Ribera vi marqués de Tarifa (1614-1633) \| Fernando Afán de Ribera vi marqués de Tarifa (1614-1633) \| Fernando Afán de Ribera vi marqués de Tarifa (1614-1633) \| \| \| María Enríquez de Ribera, duquesa de Montalto, iv duquesa de Alcalá († 1639) \| María Enríquez de Ribera, duquesa de Montalto, iv duquesa de Alcalá († 1639) \| María Enríquez de Ribera, duquesa de Montalto, iv duquesa de Alcalá († 1639) \| María Enríquez de Ribera, duquesa de Montalto, iv duquesa de Alcalá († 1639) \| María Enríquez de Ribera, duquesa de Montalto, iv duquesa de Alcalá († 1639) \| María Enríquez de Ribera, duquesa de Montalto, iv duquesa de Alcalá († 1639) \| \| \| Ana María Enríquez de Ribera, duquesa de Medinaceli, v duquesa de Alcalá († 13) \| Ana María Enríquez de Ribera, duquesa de Medinaceli, v duquesa de Alcalá († 13) \| Ana María Enríquez de Ribera, duquesa de Medinaceli, v duquesa de Alcalá († 13) \| Ana María Enríquez de Ribera, duquesa de Medinaceli, v duquesa de Alcalá († 13) \| Ana María Enríquez de Ribera, duquesa de Medinaceli, v duquesa de Alcalá († 13) \| Ana María Enríquez de Ribera, duquesa de Medinaceli, v duquesa de Alcalá († 13) \| \| \| \| \| \| \| \| \| \| \| \| \| \| \| \| \| \| \| \| \| \| \| \| \| \| \| \| \| \| \| \| \| \| \| \| \| \| \| \| \| \| \| \| Juan Francisco de la Cerda, viii duque de Medinaceli, vi duque de Alcalá (1637-1691) \| \| \| \| \| \| \| \| \| \| \| \| \| \| \| \| \| \| \| \| \| \| \| \| \| \| \| \| \| \| \| \| \| \| \| \| \| \| \| \| \| \| \| \| \| \| \| \| \| \| \| \| \| \| \| \| \| \| \| \| \| \| \| \| \| \| \| \| \| \| \| \| \| \| \| \| \| \| \| \| \| \| \| \| \| \| \| \| \| \| \| \| \| \| \| \| \| \| \| \| \| \| \| \| \| \| \| \| \| \| \| \| \| \| \| \| \| \| \| \| \| \| \| \| \| \| \| \| \| \| \| \| \| \| \| \| \| \| \| \| \| \| \| \| \| \| \| Feliche María de la Cerda, marquesa de Priego (1657-1709) \| Feliche María de la Cerda, marquesa de Priego (1657-1709) \| Feliche María de la Cerda, marquesa de Priego (1657-1709) \| Feliche María de la Cerda, marquesa de Priego (1657-1709) \| Feliche María de la Cerda, marquesa de Priego (1657-1709) \| Feliche María de la Cerda, marquesa de Priego (1657-1709) \| \| \| Luis Francisco de la Cerda, ix duque de Medinaceli, vii duque de Alcalá (1660-1711) \| Luis Francisco de la Cerda, ix duque de Medinaceli, vii duque de Alcalá (1660-1711) \| Luis Francisco de la Cerda, ix duque de Medinaceli, vii duque de Alcalá (1660-1711) \| Luis Francisco de la Cerda, ix duque de Medinaceli, vii duque de Alcalá (1660-1711) \| Luis Francisco de la Cerda, ix duque de Medinaceli, vii duque de Alcalá (1660-1711) \| Luis Francisco de la Cerda, ix duque de Medinaceli, vii duque de Alcalá (1660-1711) \| \| \| \| \| \| \| \| \| \| \| \| \| \| \| \| \| \| \| \| \| \| \| \| \| \| \| \| \| \| \| \| \| \| \| \| Feliche María de la Cerda, marquesa de Priego (1657-1709) \| Feliche María de la Cerda, marquesa de Priego (1657-1709) \| Feliche María de la Cerda, marquesa de Priego (1657-1709) \| Feliche María de la Cerda, marquesa de Priego (1657-1709) \| Feliche María de la Cerda, marquesa de Priego (1657-1709) \| Feliche María de la Cerda, marquesa de Priego (1657-1709) \| \| \| Luis Francisco de la Cerda, ix duque de Medinaceli, vii duque de Alcalá (1660-1711) \| Luis Francisco de la Cerda, ix duque de Medinaceli, vii duque de Alcalá (1660-1711) \| Luis Francisco de la Cerda, ix duque de Medinaceli, vii duque de Alcalá (1660-1711) \| Luis Francisco de la Cerda, ix duque de Medinaceli, vii duque de Alcalá (1660-1711) \| Luis Francisco de la Cerda, ix duque de Medinaceli, vii duque de Alcalá (1660-1711) \| Luis Francisco de la Cerda, ix duque de Medinaceli, vii duque de Alcalá (1660-1711) \| \| \| \| \| \| \| \| \| \| \| \| \| \| \| \| \| \| \| \| \| \| \| \| \| \| \| \| \| \| \| \| \| \| \| \| Nicolás Fernández de Córdoba, x duque de Medinaceli, viii duque de Alcalá (1682-1739) \| \| \| \| \| \| \| \| \| \| \| \| \| \| \| \| \| \| \| \| \| \| \| \| \| \| \| \| \| \| \| \| \| \| \| \| \| \| \| \| \| \| \| \| \| \| \| \| \| \| \| \| \| \| \| \| \| \| \| \| \| \| \| \| \| \| \| \| \| \| \| \| \| \| \| \| \| \| \| \| \| \| \| \| \| \| \| \| \| \| \| \| \| \| \| \| \| \| Luis Antonio Fernández de Córdoba , xi duque de Medinaceli, ix duque de Alcalá (1704-1768) \| \| \| \| \| \| \| \| \| \| \| \| \| \| \| \| \| \| \| \| \| \| \| \| \| \| \| \| \| \| \| \| \| \| \| \| \| \| \| \| \| \| \| \| \| \| \| \| \| \| \| \| \| \| \| \| \| \| \| \| \| \| \| \| \| \| \| \| \| \| \| \| \| \| \| \| \| \| \| \| \| \| \| \| \| \| \| \| \| \| \| \| \| \| \| \| \| \| Pedro de Alcántara Fernández de Córdoba, xii duque de Medinaceli, x duque de Alcalá (1730-1789) \| \| \| \| \| \| \| \| \| \| \| \| \| \| \| \| \| \| \| \| \| \| \| \| \| \| \| \| \| \| \| \| \| \| \| \| \| \| \| \| \| \| \| \| \| \| \| \| \| \| \| \| \| \| \| \| \| \| \| \| \| \| \| \| \| \| \| \| \| \| \| \| \| \| \| \| \| \| \| \| \| \| \| \| \| \| \| \| \| \| \| \| \| \| \| \| \| \| Luis María Fernández de Córdoba , xiii duque de Medinaceli, xi duque de Alcalá (1749-1806) \| \| \| \| \| \| \| \| \| \| \| \| \| \| \| \| \| \| \| \| \| \| \| \| \| \| \| \| \| \| \| \| \| \| \| \| \| \| \| \| \| \| \| \| \| \| \| \| \| \| \| \| \| \| \| \| \| \| \| \| \| \| \| \| \| \| \| \| \| \| \| \| \| \| \| \| \| \| \| \| \| \| \| \| \| \| \| \| \| \| \| \| \| \| \| \| \| \| Luis Joaquín Fernández de Córdoba , xiv duque de Medinaceli, xii duque de Alcalá (1749-1806) \| \| \| \| \| \| \| \| \| \| \| \| \| \| \| \| \| \| \| \| \| \| \| \| \| \| \| \| \| \| \| \| \| \| \| \| \| \| \| \| \| \| \| \| \| \| \| \| \| \| \| \| \| \| \| \| \| \| \| \| \| \| \| \| \| \| \| \| \| \| \| \| \| \| \| \| \| \| \| \| \| \| \| \| \| \| \| \| \| \| \| \| \| \| \| \| \| \| Luis Tomás Fernández de Córdoba , xv duque de Medinaceli, xiii duque de Alcalá (1813-1873) \| \| \| \| \| \| \| \| \| \| \| \| \| \| \| \| \| \| \| \| \| \| \| \| \| \| \| \| \| \| \| \| \| \| \| \| \| \| \| \| \| \| \| \| \| \| \| \| \| \| \| \| \| \| \| \| \| \| \| \| \| \| \| \| \| \| \| \| \| \| \| \| \| \| \| \| \| \| \| \| \| \| \| \| \| \| \| \| \| \| \| \| \| \| \| \| \| \| Luis María Fernández de Córdoba, xvi duque de Medinaceli, xiv duque de Alcalá (1851-1879) \| \| \| \| \| \| \| \| \| \| \| \| \| \| \| \| \| \| \| \| \| \| \| \| \| \| \| \| \| \| \| \| \| \| \| \| \| \| \| \| \| \| \| \| \| \| \| \| \| \| \| \| \| \| \| \| \| \| \| \| \| \| \| \| \| \| \| \| \| \| \| \| \| \| \| \| \| \| \| \| \| \| \| \| \| \| \| \| \| \| \| \| \| \| \| \| \| \| Luis Jesús Fernández de Córdoba, xvii duque de Medinaceli, xv duque de Alcalá (1880-1956) \| \| \| \| \| \| \| \| \| \| \| \| \| \| \| \| \| \| \| \| \| \| \| \| \| \| \| \| \| \| \| \| \| \| \| \| \| \| \| \| \| \| \| \| \| \| \| \| \| \| \| \| \| \| \| \| \| \| \| \| \| \| \| \| \| \| \| \| \| \| \| \| \| \| \| \| \| \| \| \| \| \| \| \| \| \| \| \| \| \| \| \| \| \| \| \| \| \| Victoria Eugenia Fernández de Córdoba, xviii duquesa de Medinaceli, xvi duquesa de Alcalá (1917-2013) \| \| \| \| \| \| \| \| \| \| \| \| \| \| \| \| \| \| \| \| \| \| \| \| \| \| \| \| \| \| \| \| \| \| \| \| \| \| \| \| \| \| \| \| \| \| \| \| \| \| \| \| \| \| \| \| \| \| \| \| \| \| \| \| \| \| \| \| \| \| \| \| \| \| \| \| \| \| \| \| \| \| \| \| \| \| \| \| \| \| \| \| \| \| \| \| \| \| \| \| \| \| \| \| \| \| \| \| \| \| \| \| \| \| \| \| \| \| \| \| \| \| \| \| \| \| \| \| \| \| \| \| \| \| \| \| \| \| \| Ana Medina, ix condesa de Ofalia (1940-2012) \| Ana Medina, ix condesa de Ofalia (1940-2012) \| Ana Medina, ix condesa de Ofalia (1940-2012) \| Ana Medina, ix condesa de Ofalia (1940-2012) \| Ana Medina, ix condesa de Ofalia (1940-2012) \| Ana Medina, ix condesa de Ofalia (1940-2012) \| \| \| Luis Medina, ix duque de Santisteban (1941-2011) \| Luis Medina, ix duque de Santisteban (1941-2011) \| Luis Medina, ix duque de Santisteban (1941-2011) \| Luis Medina, ix duque de Santisteban (1941-2011) \| Luis Medina, ix duque de Santisteban (1941-2011) \| Luis Medina, ix duque de Santisteban (1941-2011) \| \| \| Ignacio Medina, xix duque de Segorbe (n. 1947) \| Ignacio Medina, xix duque de Segorbe (n. 1947) \| Ignacio Medina, xix duque de Segorbe (n. 1947) \| Ignacio Medina, xix duque de Segorbe (n. 1947) \| Ignacio Medina, xix duque de Segorbe (n. 1947) \| Ignacio Medina, xix duque de Segorbe (n. 1947) \| \| \| \| \| \| \| \| \| \| \| \| \| \| \| \| \| \| \| \| \| \| \| \| \| \| \| \| Ana Medina, ix condesa de Ofalia (1940-2012) \| Ana Medina, ix condesa de Ofalia (1940-2012) \| Ana Medina, ix condesa de Ofalia (1940-2012) \| Ana Medina, ix condesa de Ofalia (1940-2012) \| Ana Medina, ix condesa de Ofalia (1940-2012) \| Ana Medina, ix condesa de Ofalia (1940-2012) \| \| \| Luis Medina, ix duque de Santisteban (1941-2011) \| Luis Medina, ix duque de Santisteban (1941-2011) \| Luis Medina, ix duque de Santisteban (1941-2011) \| Luis Medina, ix duque de Santisteban (1941-2011) \| Luis Medina, ix duque de Santisteban (1941-2011) \| Luis Medina, ix duque de Santisteban (1941-2011) \| \| \| Ignacio Medina, xix duque de Segorbe (n. 1947) \| Ignacio Medina, xix duque de Segorbe (n. 1947) \| Ignacio Medina, xix duque de Segorbe (n. 1947) \| Ignacio Medina, xix duque de Segorbe (n. 1947) \| Ignacio Medina, xix duque de Segorbe (n. 1947) \| Ignacio Medina, xix duque de Segorbe (n. 1947) \| \| \| \| \| \| \| \| \| \| \| \| \| \| \| \| \| \| \| \| \| \| \| \| \| \| \| \| Marco de Hohenlohe, xix duque de Medinaceli (1962-2016) \| Marco de Hohenlohe, xix duque de Medinaceli (1962-2016) \| Marco de Hohenlohe, xix duque de Medinaceli (1962-2016) \| Marco de Hohenlohe, xix duque de Medinaceli (1962-2016) \| Marco de Hohenlohe, xix duque de Medinaceli (1962-2016) \| Marco de Hohenlohe, xix duque de Medinaceli (1962-2016) \| \| \| Victoria Medina x duquesa de Santisteban (n. 1986) \| Victoria Medina x duquesa de Santisteban (n. 1986) \| Victoria Medina x duquesa de Santisteban (n. 1986) \| Victoria Medina x duquesa de Santisteban (n. 1986) \| Victoria Medina x duquesa de Santisteban (n. 1986) \| Victoria Medina x duquesa de Santisteban (n. 1986) \| \| \| \| \| \| \| \| \| \| \| \| \| \| \| \| \| \| \| \| \| \| \| \| \| \| \| \| \| \| \| \| \| \| \| \| Marco de Hohenlohe, xix duque de Medinaceli (1962-2016) \| Marco de Hohenlohe, xix duque de Medinaceli (1962-2016) \| Marco de Hohenlohe, xix duque de Medinaceli (1962-2016) \| Marco de Hohenlohe, xix duque de Medinaceli (1962-2016) \| Marco de Hohenlohe, xix duque de Medinaceli (1962-2016) \| Marco de Hohenlohe, xix duque de Medinaceli (1962-2016) \| \| \| Victoria Medina x duquesa de Santisteban (n. 1986) \| Victoria Medina x duquesa de Santisteban (n. 1986) \| Victoria Medina x duquesa de Santisteban (n. 1986) \| Victoria Medina x duquesa de Santisteban (n. 1986) \| Victoria Medina x duquesa de Santisteban (n. 1986) \| Victoria Medina x duquesa de Santisteban (n. 1986) \| \| \| \| \| \| \| \| \| \| \| \| \| \| \| \| \| \| \| \| \| \| \| \| \| \| \| \| \| \| \| \| \| \| \| \| Victoria de Hohenlohe, xx duquesa de Medinaceli, xvii duquesa de Alcalá (n. 1997) \| \| \| \| \| \| \| \| \| \| \| \| \| \| \| \| \| \| \| \| \| \| \| \| \| \| \| \| \| \| \| \| |                                                                                          |                                                                                          |                                                                                          |                                                                                          |                                                                                          |  |  |                                                                                          |                                                                                          |                                                                                          |                                                                                          |                                                                                          |                                                                                          |  |  |                                                                                   |                                                                              |                                                                              |                                                                              |                                                                              |                                                                              |  |  | |                                                                                 |                                                                                 |                                                                                 |                                                                                 |                                                                                 |  |  |                                                                                     |                                                                                     |                                                                                     |                                                                                     |                                                                                     |                                                                                     |  |  |  |  |  |  |  |  |  |  |
| |                                                                                          |                                                                                          |                                                                                          |                                                                                          |                                                                                          |  |  | Ruy López de Ribera († 1344)                                                             |                                                                                          |                                                                                          |                                                                                          |                                                                                          |                                                                                          |  |  |                                                                                   |                                                                              |                                                                              |                                                                              |                                                                              |                                                                              |  |  | |                                                                                 |                                                                                 |                                                                                 |                                                                                 |                                                                                 |  |  |                                                                                     |                                                                                     |                                                                                     |                                                                                     |                                                                                     |                                                                                     |  |  |  |  |  |  |  |  |  |  |
| |                                                                                          |                                                                                          |                                                                                          |                                                                                          |                                                                                          |  |  |                                                                                          |                                                                                          |                                                                                          |                                                                                          |                                                                                          |                                                                                          |  |  |                                                                                   |                                                                              |                                                                              |                                                                              |                                                                              |                                                                              |  |  | |                                                                                 |                                                                                 |                                                                                 |                                                                                 |                                                                                 |  |  |                                                                                     |                                                                                     |                                                                                     |                                                                                     |                                                                                     |                                                                                     |  |  |  |  |  |  |  |  |  |  |
| |                                                                                          |                                                                                          |                                                                                          |                                                                                          |                                                                                          |  |  | Perafán de Ribera el Viejo, i adelantado de Andalucía (c. 1338-1423)                     |                                                                                          |                                                                                          |                                                                                          |                                                                                          |                                                                                          |  |  |                                                                                   |                                                                              |                                                                              |                                                                              |                                                                              |                                                                              |  |  | |                                                                                 |                                                                                 |                                                                                 |                                                                                 |                                                                                 |  |  |                                                                                     |                                                                                     |                                                                                     |                                                                                     |                                                                                     |                                                                                     |  |  |  |  |  |  |  |  |  |  |
| |                                                                                          |                                                                                          |                                                                                          |                                                                                          |                                                                                          |  |  |                                                                                          |                                                                                          |                                                                                          |                                                                                          |                                                                                          |                                                                                          |  |  |                                                                                   |                                                                              |                                                                              |                                                                              |                                                                              |                                                                              |  |  | |                                                                                 |                                                                                 |                                                                                 |                                                                                 |                                                                                 |  |  |                                                                                     |                                                                                     |                                                                                     |                                                                                     |                                                                                     |                                                                                     |  |  |  |  |  |  |  |  |  |  |
| |                                                                                          |                                                                                          |                                                                                          |                                                                                          |                                                                                          |  |  | Diego Gómez de Ribera, ii adelantado de Andalucía (1285-1351)                            |                                                                                          |                                                                                          |                                                                                          |                                                                                          |                                                                                          |  |  |                                                                                   |                                                                              |                                                                              |                                                                              |                                                                              |                                                                              |  |  | |                                                                                 |                                                                                 |                                                                                 |                                                                                 |                                                                                 |  |  |                                                                                     |                                                                                     |                                                                                     |                                                                                     |                                                                                     |                                                                                     |  |  |  |  |  |  |  |  |  |  |
| |                                                                                          |                                                                                          |                                                                                          |                                                                                          |                                                                                          |  |  |                                                                                          |                                                                                          |                                                                                          |                                                                                          |                                                                                          |                                                                                          |  |  |                                                                                   |                                                                              |                                                                              |                                                                              |                                                                              |                                                                              |  |  | |                                                                                 |                                                                                 |                                                                                 |                                                                                 |                                                                                 |  |  |                                                                                     |                                                                                     |                                                                                     |                                                                                     |                                                                                     |                                                                                     |  |  |  |  |  |  |  |  |  |  |
| |                                                                                          |                                                                                          |                                                                                          |                                                                                          |                                                                                          |  |  | Perafán de Ribera, iii adelantado de Andalucía (1420-1454)                               |                                                                                          |                                                                                          |                                                                                          |                                                                                          |                                                                                          |  |  |                                                                                   |                                                                              |                                                                              |                                                                              |                                                                              |                                                                              |  |  | |                                                                                 |                                                                                 |                                                                                 |                                                                                 |                                                                                 |  |  |                                                                                     |                                                                                     |                                                                                     |                                                                                     |                                                                                     |                                                                                     |  |  |  |  |  |  |  |  |  |  |
| |                                                                                          |                                                                                          |                                                                                          |                                                                                          |                                                                                          |  |  |                                                                                          |                                                                                          |                                                                                          |                                                                                          |                                                                                          |                                                                                          |  |  |                                                                                   |                                                                              |                                                                              |                                                                              |                                                                              |                                                                              |  |  | |                                                                                 |                                                                                 |                                                                                 |                                                                                 |                                                                                 |  |  |                                                                                     |                                                                                     |                                                                                     |                                                                                     |                                                                                     |                                                                                     |  |  |  |  |  |  |  |  |  |  |
| |                                                                                          |                                                                                          |                                                                                          |                                                                                          |                                                                                          |  |  |                                                                                          |                                                                                          |                                                                                          |                                                                                          |                                                                                          |                                                                                          |  |  |                                                                                   |                                                                              |                                                                              |                                                                              |                                                                              |                                                                              |  |  | |                                                                                 |                                                                                 |                                                                                 |                                                                                 |                                                                                 |  |  |                                                                                     |                                                                                     |                                                                                     |                                                                                     |                                                                                     |                                                                                     |  |  |  |  |  |  |  |  |  |  |
| Beatriz de Ribera († 1469) | Beatriz de Ribera († 1469)                                                               | Beatriz de Ribera († 1469)                                                               | Beatriz de Ribera († 1469)                                                               | Beatriz de Ribera († 1469)                                                               | Beatriz de Ribera († 1469)                                                               |  |  | Pedro Enríquez, iv adelantado de Andalucía († 1493)                                      | Pedro Enríquez, iv adelantado de Andalucía († 1493)                                      | Pedro Enríquez, iv adelantado de Andalucía († 1493)                                      | Pedro Enríquez, iv adelantado de Andalucía († 1493)                                      | Pedro Enríquez, iv adelantado de Andalucía († 1493)                                      | Pedro Enríquez, iv adelantado de Andalucía († 1493)                                      |  |  | Catalina de Ribera (1447-1505)                                                    | Catalina de Ribera (1447-1505)                                               | Catalina de Ribera (1447-1505)                                               | Catalina de Ribera (1447-1505)                                               | Catalina de Ribera (1447-1505)                                               | Catalina de Ribera (1447-1505)                                               |  |  | |                                                                                 |                                                                                 |                                                                                 |                                                                                 |                                                                                 |  |  |                                                                                     |                                                                                     |                                                                                     |                                                                                     |                                                                                     |                                                                                     |  |  |  |  |  |  |  |  |  |  |
| Beatriz de Ribera († 1469) | Beatriz de Ribera († 1469)                                                               | Beatriz de Ribera († 1469)                                                               | Beatriz de Ribera († 1469)                                                               | Beatriz de Ribera († 1469)                                                               | Beatriz de Ribera († 1469)                                                               |  |  | Pedro Enríquez, iv adelantado de Andalucía († 1493)                                      | Pedro Enríquez, iv adelantado de Andalucía († 1493)                                      | Pedro Enríquez, iv adelantado de Andalucía († 1493)                                      | Pedro Enríquez, iv adelantado de Andalucía († 1493)                                      | Pedro Enríquez, iv adelantado de Andalucía († 1493)                                      | Pedro Enríquez, iv adelantado de Andalucía († 1493)                                      |  |  | Catalina de Ribera (1447-1505)                                                    | Catalina de Ribera (1447-1505)                                               | Catalina de Ribera (1447-1505)                                               | Catalina de Ribera (1447-1505)                                               | Catalina de Ribera (1447-1505)                                               | Catalina de Ribera (1447-1505)                                               |  |  | |                                                                                 |                                                                                 |                                                                                 |                                                                                 |                                                                                 |  |  |                                                                                     |                                                                                     |                                                                                     |                                                                                     |                                                                                     |                                                                                     |  |  |  |  |  |  |  |  |  |  |
| |                                                                                          |                                                                                          |                                                                                          |                                                                                          |                                                                                          |  |  |                                                                                          |                                                                                          |                                                                                          |                                                                                          |                                                                                          |                                                                                          |  |  |                                                                                   |                                                                              |                                                                              |                                                                              |                                                                              |                                                                              |  |  | |                                                                                 |                                                                                 |                                                                                 |                                                                                 |                                                                                 |  |  |                                                                                     |                                                                                     |                                                                                     |                                                                                     |                                                                                     |                                                                                     |  |  |  |  |  |  |  |  |  |  |
| |                                                                                          |                                                                                          |                                                                                          |                                                                                          |                                                                                          |  |  |                                                                                          |                                                                                          |                                                                                          |                                                                                          |                                                                                          |                                                                                          |  |  |                                                                                   |                                                                              |                                                                              |                                                                              |                                                                              |                                                                              |  |  | |                                                                                 |                                                                                 |                                                                                 |                                                                                 |                                                                                 |  |  |                                                                                     |                                                                                     |                                                                                     |                                                                                     |                                                                                     |                                                                                     |  |  |  |  |  |  |  |  |  |  |
| |                                                                                          |                                                                                          |                                                                                          |                                                                                          |                                                                                          |  |  |                                                                                          |                                                                                          |                                                                                          |                                                                                          |                                                                                          |                                                                                          |  |  |                                                                                   |                                                                              |                                                                              |                                                                              |                                                                              |                                                                              |  |  | |                                                                                 |                                                                                 |                                                                                 |                                                                                 |                                                                                 |  |  |                                                                                     |                                                                                     |                                                                                     |                                                                                     |                                                                                     |                                                                                     |  |  |  |  |  |  |  |  |  |  |
| |                                                                                          |                                                                                          |                                                                                          |                                                                                          |                                                                                          |  |  |                                                                                          |                                                                                          |                                                                                          |                                                                                          |                                                                                          |                                                                                          |  |  |                                                                                   |                                                                              |                                                                              |                                                                              |                                                                              |                                                                              |  |  | |                                                                                 |                                                                                 |                                                                                 |                                                                                 |                                                                                 |  |  |                                                                                     |                                                                                     |                                                                                     |                                                                                     |                                                                                     |                                                                                     |  |  |  |  |  |  |  |  |  |  |
| Francisco Enríquez de Ribera, v adelantado de Andalucía, i conde de los Molares († 1509) | Francisco Enríquez de Ribera, v adelantado de Andalucía, i conde de los Molares († 1509) | Francisco Enríquez de Ribera, v adelantado de Andalucía, i conde de los Molares († 1509) | Francisco Enríquez de Ribera, v adelantado de Andalucía, i conde de los Molares († 1509) | Francisco Enríquez de Ribera, v adelantado de Andalucía, i conde de los Molares († 1509) | Francisco Enríquez de Ribera, v adelantado de Andalucía, i conde de los Molares († 1509) |  |  | Fadrique Enríquez de Ribera, vi adelantado de Andalucía, i marqués de Tarifa (1476-1539) | Fadrique Enríquez de Ribera, vi adelantado de Andalucía, i marqués de Tarifa (1476-1539) | Fadrique Enríquez de Ribera, vi adelantado de Andalucía, i marqués de Tarifa (1476-1539) | Fadrique Enríquez de Ribera, vi adelantado de Andalucía, i marqués de Tarifa (1476-1539) | Fadrique Enríquez de Ribera, vi adelantado de Andalucía, i marqués de Tarifa (1476-1539) | Fadrique Enríquez de Ribera, vi adelantado de Andalucía, i marqués de Tarifa (1476-1539) |  |  | Fernando Enríquez de Ribera († 1522)                                              | Fernando Enríquez de Ribera († 1522)                                         | Fernando Enríquez de Ribera († 1522)                                         | Fernando Enríquez de Ribera († 1522)                                         | Fernando Enríquez de Ribera († 1522)                                         | Fernando Enríquez de Ribera († 1522)                                         |  |  | |                                                                                 |                                                                                 |                                                                                 |                                                                                 |                                                                                 |  |  |                                                                                     |                                                                                     |                                                                                     |                                                                                     |                                                                                     |                                                                                     |  |  |  |  |  |  |  |  |  |  |
| Francisco Enríquez de Ribera, v adelantado de Andalucía, i conde de los Molares († 1509) | Francisco Enríquez de Ribera, v adelantado de Andalucía, i conde de los Molares († 1509) | Francisco Enríquez de Ribera, v adelantado de Andalucía, i conde de los Molares († 1509) | Francisco Enríquez de Ribera, v adelantado de Andalucía, i conde de los Molares († 1509) | Francisco Enríquez de Ribera, v adelantado de Andalucía, i conde de los Molares († 1509) | Francisco Enríquez de Ribera, v adelantado de Andalucía, i conde de los Molares († 1509) |  |  | Fadrique Enríquez de Ribera, vi adelantado de Andalucía, i marqués de Tarifa (1476-1539) | Fadrique Enríquez de Ribera, vi adelantado de Andalucía, i marqués de Tarifa (1476-1539) | Fadrique Enríquez de Ribera, vi adelantado de Andalucía, i marqués de Tarifa (1476-1539) | Fadrique Enríquez de Ribera, vi adelantado de Andalucía, i marqués de Tarifa (1476-1539) | Fadrique Enríquez de Ribera, vi adelantado de Andalucía, i marqués de Tarifa (1476-1539) | Fadrique Enríquez de Ribera, vi adelantado de Andalucía, i marqués de Tarifa (1476-1539) |  |  | Fernando Enríquez de Ribera († 1522)                                              | Fernando Enríquez de Ribera († 1522)                                         | Fernando Enríquez de Ribera († 1522)                                         | Fernando Enríquez de Ribera († 1522)                                         | Fernando Enríquez de Ribera († 1522)                                         | Fernando Enríquez de Ribera († 1522)                                         |  |  | |                                                                                 |                                                                                 |                                                                                 |                                                                                 |                                                                                 |  |  |                                                                                     |                                                                                     |                                                                                     |                                                                                     |                                                                                     |                                                                                     |  |  |  |  |  |  |  |  |  |  |
| |                                                                                          |                                                                                          |                                                                                          |                                                                                          |                                                                                          |  |  |                                                                                          |                                                                                          |                                                                                          |                                                                                          |                                                                                          |                                                                                          |  |  |                                                                                   |                                                                              |                                                                              |                                                                              |                                                                              |                                                                              |  |  | |                                                                                 |                                                                                 |                                                                                 |                                                                                 |                                                                                 |  |  |                                                                                     |                                                                                     |                                                                                     |                                                                                     |                                                                                     |                                                                                     |  |  |  |  |  |  |  |  |  |  |
| |                                                                                          |                                                                                          |                                                                                          |                                                                                          |                                                                                          |  |  |                                                                                          |                                                                                          |                                                                                          |                                                                                          |                                                                                          |                                                                                          |  |  | Perafán de Ribera, i duque de Alcalá (1509-1571)                                  | Perafán de Ribera, i duque de Alcalá (1509-1571)                             | Perafán de Ribera, i duque de Alcalá (1509-1571)                             | Perafán de Ribera, i duque de Alcalá (1509-1571)                             | Perafán de Ribera, i duque de Alcalá (1509-1571)                             | Perafán de Ribera, i duque de Alcalá (1509-1571)                             |  |  | Fernando Enríquez de Ribera, ii duque de Alcalá (1527-1594)                                           | Fernando Enríquez de Ribera, ii duque de Alcalá (1527-1594)                     | Fernando Enríquez de Ribera, ii duque de Alcalá (1527-1594)                     | Fernando Enríquez de Ribera, ii duque de Alcalá (1527-1594)                     | Fernando Enríquez de Ribera, ii duque de Alcalá (1527-1594)                     | Fernando Enríquez de Ribera, ii duque de Alcalá (1527-1594)                     |  |  |                                                                                     |                                                                                     |                                                                                     |                                                                                     |                                                                                     |                                                                                     |  |  |  |  |  |  |  |  |  |  |
| |                                                                                          |                                                                                          |                                                                                          |                                                                                          |                                                                                          |  |  |                                                                                          |                                                                                          |                                                                                          |                                                                                          |                                                                                          |                                                                                          |  |  | Perafán de Ribera, i duque de Alcalá (1509-1571)                                  | Perafán de Ribera, i duque de Alcalá (1509-1571)                             | Perafán de Ribera, i duque de Alcalá (1509-1571)                             | Perafán de Ribera, i duque de Alcalá (1509-1571)                             | Perafán de Ribera, i duque de Alcalá (1509-1571)                             | Perafán de Ribera, i duque de Alcalá (1509-1571)                             |  |  | Fernando Enríquez de Ribera, ii duque de Alcalá (1527-1594)                                           | Fernando Enríquez de Ribera, ii duque de Alcalá (1527-1594)                     | Fernando Enríquez de Ribera, ii duque de Alcalá (1527-1594)                     | Fernando Enríquez de Ribera, ii duque de Alcalá (1527-1594)                     | Fernando Enríquez de Ribera, ii duque de Alcalá (1527-1594)                     | Fernando Enríquez de Ribera, ii duque de Alcalá (1527-1594)                     |  |  |                                                                                     |                                                                                     |                                                                                     |                                                                                     |                                                                                     |                                                                                     |  |  |  |  |  |  |  |  |  |  |
| |                                                                                          |                                                                                          |                                                                                          |                                                                                          |                                                                                          |  |  |                                                                                          |                                                                                          |                                                                                          |                                                                                          |                                                                                          |                                                                                          |  |  |                                                                                   |                                                                              |                                                                              |                                                                              |                                                                              |                                                                              |  |  | Fernando Enríquez de Ribera, iv marqués de Tarifa                                                     |                                                                                 |                                                                                 |                                                                                 |                                                                                 |                                                                                 |  |  |                                                                                     |                                                                                     |                                                                                     |                                                                                     |                                                                                     |                                                                                     |  |  |  |  |  |  |  |  |  |  |
| |                                                                                          |                                                                                          |                                                                                          |                                                                                          |                                                                                          |  |  |                                                                                          |                                                                                          |                                                                                          |                                                                                          |                                                                                          |                                                                                          |  |  |                                                                                   |                                                                              |                                                                              |                                                                              |                                                                              |                                                                              |  |  | |                                                                                 |                                                                                 |                                                                                 |                                                                                 |                                                                                 |  |  |                                                                                     |                                                                                     |                                                                                     |                                                                                     |                                                                                     |                                                                                     |  |  |  |  |  |  |  |  |  |  |
| |                                                                                          |                                                                                          |                                                                                          |                                                                                          |                                                                                          |  |  |                                                                                          |                                                                                          |                                                                                          |                                                                                          |                                                                                          |                                                                                          |  |  |                                                                                   |                                                                              |                                                                              |                                                                              |                                                                              |                                                                              |  |  | |                                                                                 |                                                                                 |                                                                                 |                                                                                 |                                                                                 |  |  |                                                                                     |                                                                                     |                                                                                     |                                                                                     |                                                                                     |                                                                                     |  |  |  |  |  |  |  |  |  |  |
| |                                                                                          |                                                                                          |                                                                                          |                                                                                          |                                                                                          |  |  |                                                                                          |                                                                                          |                                                                                          |                                                                                          |                                                                                          |                                                                                          |  |  | Fernando Afán de Ribera, iii duque de Alcalá (1583-1637)                          | Fernando Afán de Ribera, iii duque de Alcalá (1583-1637)                     | Fernando Afán de Ribera, iii duque de Alcalá (1583-1637)                     | Fernando Afán de Ribera, iii duque de Alcalá (1583-1637)                     | Fernando Afán de Ribera, iii duque de Alcalá (1583-1637)                     | Fernando Afán de Ribera, iii duque de Alcalá (1583-1637)                     |  |  | Pedro Girón de Ribera, marqués de Alcalá de la Alameda                                                | Pedro Girón de Ribera, marqués de Alcalá de la Alameda                          | Pedro Girón de Ribera, marqués de Alcalá de la Alameda                          | Pedro Girón de Ribera, marqués de Alcalá de la Alameda                          | Pedro Girón de Ribera, marqués de Alcalá de la Alameda                          | Pedro Girón de Ribera, marqués de Alcalá de la Alameda                          |  |  |                                                                                     |                                                                                     |                                                                                     |                                                                                     |                                                                                     |                                                                                     |  |  |  |  |  |  |  |  |  |  |
| |                                                                                          |                                                                                          |                                                                                          |                                                                                          |                                                                                          |  |  |                                                                                          |                                                                                          |                                                                                          |                                                                                          |                                                                                          |                                                                                          |  |  | Fernando Afán de Ribera, iii duque de Alcalá (1583-1637)                          | Fernando Afán de Ribera, iii duque de Alcalá (1583-1637)                     | Fernando Afán de Ribera, iii duque de Alcalá (1583-1637)                     | Fernando Afán de Ribera, iii duque de Alcalá (1583-1637)                     | Fernando Afán de Ribera, iii duque de Alcalá (1583-1637)                     | Fernando Afán de Ribera, iii duque de Alcalá (1583-1637)                     |  |  | Pedro Girón de Ribera, marqués de Alcalá de la Alameda                                                | Pedro Girón de Ribera, marqués de Alcalá de la Alameda                          | Pedro Girón de Ribera, marqués de Alcalá de la Alameda                          | Pedro Girón de Ribera, marqués de Alcalá de la Alameda                          | Pedro Girón de Ribera, marqués de Alcalá de la Alameda                          | Pedro Girón de Ribera, marqués de Alcalá de la Alameda                          |  |  |                                                                                     |                                                                                     |                                                                                     |                                                                                     |                                                                                     |                                                                                     |  |  |  |  |  |  |  |  |  |  |
| |                                                                                          |                                                                                          |                                                                                          |                                                                                          |                                                                                          |  |  |                                                                                          |                                                                                          |                                                                                          |                                                                                          |                                                                                          |                                                                                          |  |  |                                                                                   |                                                                              |                                                                              |                                                                              |                                                                              |                                                                              |  |  | |                                                                                 |                                                                                 |                                                                                 |                                                                                 |                                                                                 |  |  |                                                                                     |                                                                                     |                                                                                     |                                                                                     |                                                                                     |                                                                                     |  |  |  |  |  |  |  |  |  |  |
| |                                                                                          |                                                                                          |                                                                                          |                                                                                          |                                                                                          |  |  | Fernando Afán de Ribera vi marqués de Tarifa (1614-1633)                                 | Fernando Afán de Ribera vi marqués de Tarifa (1614-1633)                                 | Fernando Afán de Ribera vi marqués de Tarifa (1614-1633)                                 | Fernando Afán de Ribera vi marqués de Tarifa (1614-1633)                                 | Fernando Afán de Ribera vi marqués de Tarifa (1614-1633)                                 | Fernando Afán de Ribera vi marqués de Tarifa (1614-1633)                                 |  |  | María Enríquez de Ribera, duquesa de Montalto, iv duquesa de Alcalá († 1639)      | María Enríquez de Ribera, duquesa de Montalto, iv duquesa de Alcalá († 1639) | María Enríquez de Ribera, duquesa de Montalto, iv duquesa de Alcalá († 1639) | María Enríquez de Ribera, duquesa de Montalto, iv duquesa de Alcalá († 1639) | María Enríquez de Ribera, duquesa de Montalto, iv duquesa de Alcalá († 1639) | María Enríquez de Ribera, duquesa de Montalto, iv duquesa de Alcalá († 1639) |  |  | Ana María Enríquez de Ribera, duquesa de Medinaceli, v duquesa de Alcalá († 13)                       | Ana María Enríquez de Ribera, duquesa de Medinaceli, v duquesa de Alcalá († 13) | Ana María Enríquez de Ribera, duquesa de Medinaceli, v duquesa de Alcalá († 13) | Ana María Enríquez de Ribera, duquesa de Medinaceli, v duquesa de Alcalá († 13) | Ana María Enríquez de Ribera, duquesa de Medinaceli, v duquesa de Alcalá († 13) | Ana María Enríquez de Ribera, duquesa de Medinaceli, v duquesa de Alcalá († 13) |  |  |                                                                                     |                                                                                     |                                                                                     |                                                                                     |                                                                                     |                                                                                     |  |  |  |  |  |  |  |  |  |  |
| |                                                                                          |                                                                                          |                                                                                          |                                                                                          |                                                                                          |  |  | Fernando Afán de Ribera vi marqués de Tarifa (1614-1633)                                 | Fernando Afán de Ribera vi marqués de Tarifa (1614-1633)                                 | Fernando Afán de Ribera vi marqués de Tarifa (1614-1633)                                 | Fernando Afán de Ribera vi marqués de Tarifa (1614-1633)                                 | Fernando Afán de Ribera vi marqués de Tarifa (1614-1633)                                 | Fernando Afán de Ribera vi marqués de Tarifa (1614-1633)                                 |  |  | María Enríquez de Ribera, duquesa de Montalto, iv duquesa de Alcalá († 1639)      | María Enríquez de Ribera, duquesa de Montalto, iv duquesa de Alcalá († 1639) | María Enríquez de Ribera, duquesa de Montalto, iv duquesa de Alcalá († 1639) | María Enríquez de Ribera, duquesa de Montalto, iv duquesa de Alcalá († 1639) | María Enríquez de Ribera, duquesa de Montalto, iv duquesa de Alcalá († 1639) | María Enríquez de Ribera, duquesa de Montalto, iv duquesa de Alcalá († 1639) |  |  | Ana María Enríquez de Ribera, duquesa de Medinaceli, v duquesa de Alcalá († 13)                       | Ana María Enríquez de Ribera, duquesa de Medinaceli, v duquesa de Alcalá († 13) | Ana María Enríquez de Ribera, duquesa de Medinaceli, v duquesa de Alcalá († 13) | Ana María Enríquez de Ribera, duquesa de Medinaceli, v duquesa de Alcalá († 13) | Ana María Enríquez de Ribera, duquesa de Medinaceli, v duquesa de Alcalá († 13) | Ana María Enríquez de Ribera, duquesa de Medinaceli, v duquesa de Alcalá († 13) |  |  |                                                                                     |                                                                                     |                                                                                     |                                                                                     |                                                                                     |                                                                                     |  |  |  |  |  |  |  |  |  |  |
| |                                                                                          |                                                                                          |                                                                                          |                                                                                          |                                                                                          |  |  |                                                                                          |                                                                                          |                                                                                          |                                                                                          |                                                                                          |                                                                                          |  |  |                                                                                   |                                                                              |                                                                              |                                                                              |                                                                              |                                                                              |  |  | Juan Francisco de la Cerda, viii duque de Medinaceli, vi duque de Alcalá (1637-1691)                  |                                                                                 |                                                                                 |                                                                                 |                                                                                 |                                                                                 |  |  |                                                                                     |                                                                                     |                                                                                     |                                                                                     |                                                                                     |                                                                                     |  |  |  |  |  |  |  |  |  |  |
| |                                                                                          |                                                                                          |                                                                                          |                                                                                          |                                                                                          |  |  |                                                                                          |                                                                                          |                                                                                          |                                                                                          |                                                                                          |                                                                                          |  |  |                                                                                   |                                                                              |                                                                              |                                                                              |                                                                              |                                                                              |  |  | |                                                                                 |                                                                                 |                                                                                 |                                                                                 |                                                                                 |  |  |                                                                                     |                                                                                     |                                                                                     |                                                                                     |                                                                                     |                                                                                     |  |  |  |  |  |  |  |  |  |  |
| |                                                                                          |                                                                                          |                                                                                          |                                                                                          |                                                                                          |  |  |                                                                                          |                                                                                          |                                                                                          |                                                                                          |                                                                                          |                                                                                          |  |  |                                                                                   |                                                                              |                                                                              |                                                                              |                                                                              |                                                                              |  |  | |                                                                                 |                                                                                 |                                                                                 |                                                                                 |                                                                                 |  |  |                                                                                     |                                                                                     |                                                                                     |                                                                                     |                                                                                     |                                                                                     |  |  |  |  |  |  |  |  |  |  |
| |                                                                                          |                                                                                          |                                                                                          |                                                                                          |                                                                                          |  |  |                                                                                          |                                                                                          |                                                                                          |                                                                                          |                                                                                          |                                                                                          |  |  |                                                                                   |                                                                              |                                                                              |                                                                              |                                                                              |                                                                              |  |  | Feliche María de la Cerda, marquesa de Priego (1657-1709)                                             | Feliche María de la Cerda, marquesa de Priego (1657-1709)                       | Feliche María de la Cerda, marquesa de Priego (1657-1709)                       | Feliche María de la Cerda, marquesa de Priego (1657-1709)                       | Feliche María de la Cerda, marquesa de Priego (1657-1709)                       | Feliche María de la Cerda, marquesa de Priego (1657-1709)                       |  |  | Luis Francisco de la Cerda, ix duque de Medinaceli, vii duque de Alcalá (1660-1711) | Luis Francisco de la Cerda, ix duque de Medinaceli, vii duque de Alcalá (1660-1711) | Luis Francisco de la Cerda, ix duque de Medinaceli, vii duque de Alcalá (1660-1711) | Luis Francisco de la Cerda, ix duque de Medinaceli, vii duque de Alcalá (1660-1711) | Luis Francisco de la Cerda, ix duque de Medinaceli, vii duque de Alcalá (1660-1711) | Luis Francisco de la Cerda, ix duque de Medinaceli, vii duque de Alcalá (1660-1711) |  |  |  |  |  |  |  |  |  |  |
| |                                                                                          |                                                                                          |                                                                                          |                                                                                          |                                                                                          |  |  |                                                                                          |                                                                                          |                                                                                          |                                                                                          |                                                                                          |                                                                                          |  |  |                                                                                   |                                                                              |                                                                              |                                                                              |                                                                              |                                                                              |  |  | Feliche María de la Cerda, marquesa de Priego (1657-1709)                                             | Feliche María de la Cerda, marquesa de Priego (1657-1709)                       | Feliche María de la Cerda, marquesa de Priego (1657-1709)                       | Feliche María de la Cerda, marquesa de Priego (1657-1709)                       | Feliche María de la Cerda, marquesa de Priego (1657-1709)                       | Feliche María de la Cerda, marquesa de Priego (1657-1709)                       |  |  | Luis Francisco de la Cerda, ix duque de Medinaceli, vii duque de Alcalá (1660-1711) | Luis Francisco de la Cerda, ix duque de Medinaceli, vii duque de Alcalá (1660-1711) | Luis Francisco de la Cerda, ix duque de Medinaceli, vii duque de Alcalá (1660-1711) | Luis Francisco de la Cerda, ix duque de Medinaceli, vii duque de Alcalá (1660-1711) | Luis Francisco de la Cerda, ix duque de Medinaceli, vii duque de Alcalá (1660-1711) | Luis Francisco de la Cerda, ix duque de Medinaceli, vii duque de Alcalá (1660-1711) |  |  |  |  |  |  |  |  |  |  |
| |                                                                                          |                                                                                          |                                                                                          |                                                                                          |                                                                                          |  |  |                                                                                          |                                                                                          |                                                                                          |                                                                                          |                                                                                          |                                                                                          |  |  |                                                                                   |                                                                              |                                                                              |                                                                              |                                                                              |                                                                              |  |  | Nicolás Fernández de Córdoba, x duque de Medinaceli, viii duque de Alcalá (1682-1739)                 |                                                                                 |                                                                                 |                                                                                 |                                                                                 |                                                                                 |  |  |                                                                                     |                                                                                     |                                                                                     |                                                                                     |                                                                                     |                                                                                     |  |  |  |  |  |  |  |  |  |  |
| |                                                                                          |                                                                                          |                                                                                          |                                                                                          |                                                                                          |  |  |                                                                                          |                                                                                          |                                                                                          |                                                                                          |                                                                                          |                                                                                          |  |  |                                                                                   |                                                                              |                                                                              |                                                                              |                                                                              |                                                                              |  |  | |                                                                                 |                                                                                 |                                                                                 |                                                                                 |                                                                                 |  |  |                                                                                     |                                                                                     |                                                                                     |                                                                                     |                                                                                     |                                                                                     |  |  |  |  |  |  |  |  |  |  |
| |                                                                                          |                                                                                          |                                                                                          |                                                                                          |                                                                                          |  |  |                                                                                          |                                                                                          |                                                                                          |                                                                                          |                                                                                          |                                                                                          |  |  |                                                                                   |                                                                              |                                                                              |                                                                              |                                                                              |                                                                              |  |  | Luis Antonio Fernández de Córdoba , xi duque de Medinaceli, ix duque de Alcalá (1704-1768)            |                                                                                 |                                                                                 |                                                                                 |                                                                                 |                                                                                 |  |  |                                                                                     |                                                                                     |                                                                                     |                                                                                     |                                                                                     |                                                                                     |  |  |  |  |  |  |  |  |  |  |
| |                                                                                          |                                                                                          |                                                                                          |                                                                                          |                                                                                          |  |  |                                                                                          |                                                                                          |                                                                                          |                                                                                          |                                                                                          |                                                                                          |  |  |                                                                                   |                                                                              |                                                                              |                                                                              |                                                                              |                                                                              |  |  | |                                                                                 |                                                                                 |                                                                                 |                                                                                 |                                                                                 |  |  |                                                                                     |                                                                                     |                                                                                     |                                                                                     |                                                                                     |                                                                                     |  |  |  |  |  |  |  |  |  |  |
| |                                                                                          |                                                                                          |                                                                                          |                                                                                          |                                                                                          |  |  |                                                                                          |                                                                                          |                                                                                          |                                                                                          |                                                                                          |                                                                                          |  |  |                                                                                   |                                                                              |                                                                              |                                                                              |                                                                              |                                                                              |  |  | Pedro de Alcántara Fernández de Córdoba, xii duque de Medinaceli, x duque de Alcalá (1730-1789)       |                                                                                 |                                                                                 |                                                                                 |                                                                                 |                                                                                 |  |  |                                                                                     |                                                                                     |                                                                                     |                                                                                     |                                                                                     |                                                                                     |  |  |  |  |  |  |  |  |  |  |
| |                                                                                          |                                                                                          |                                                                                          |                                                                                          |                                                                                          |  |  |                                                                                          |                                                                                          |                                                                                          |                                                                                          |                                                                                          |                                                                                          |  |  |                                                                                   |                                                                              |                                                                              |                                                                              |                                                                              |                                                                              |  |  | |                                                                                 |                                                                                 |                                                                                 |                                                                                 |                                                                                 |  |  |                                                                                     |                                                                                     |                                                                                     |                                                                                     |                                                                                     |                                                                                     |  |  |  |  |  |  |  |  |  |  |
| |                                                                                          |                                                                                          |                                                                                          |                                                                                          |                                                                                          |  |  |                                                                                          |                                                                                          |                                                                                          |                                                                                          |                                                                                          |                                                                                          |  |  |                                                                                   |                                                                              |                                                                              |                                                                              |                                                                              |                                                                              |  |  | Luis María Fernández de Córdoba , xiii duque de Medinaceli, xi duque de Alcalá (1749-1806)            |                                                                                 |                                                                                 |                                                                                 |                                                                                 |                                                                                 |  |  |                                                                                     |                                                                                     |                                                                                     |                                                                                     |                                                                                     |                                                                                     |  |  |  |  |  |  |  |  |  |  |
| |                                                                                          |                                                                                          |                                                                                          |                                                                                          |                                                                                          |  |  |                                                                                          |                                                                                          |                                                                                          |                                                                                          |                                                                                          |                                                                                          |  |  |                                                                                   |                                                                              |                                                                              |                                                                              |                                                                              |                                                                              |  |  | |                                                                                 |                                                                                 |                                                                                 |                                                                                 |                                                                                 |  |  |                                                                                     |                                                                                     |                                                                                     |                                                                                     |                                                                                     |                                                                                     |  |  |  |  |  |  |  |  |  |  |
| |                                                                                          |                                                                                          |                                                                                          |                                                                                          |                                                                                          |  |  |                                                                                          |                                                                                          |                                                                                          |                                                                                          |                                                                                          |                                                                                          |  |  |                                                                                   |                                                                              |                                                                              |                                                                              |                                                                              |                                                                              |  |  | Luis Joaquín Fernández de Córdoba , xiv duque de Medinaceli, xii duque de Alcalá (1749-1806)          |                                                                                 |                                                                                 |                                                                                 |                                                                                 |                                                                                 |  |  |                                                                                     |                                                                                     |                                                                                     |                                                                                     |                                                                                     |                                                                                     |  |  |  |  |  |  |  |  |  |  |
| |                                                                                          |                                                                                          |                                                                                          |                                                                                          |                                                                                          |  |  |                                                                                          |                                                                                          |                                                                                          |                                                                                          |                                                                                          |                                                                                          |  |  |                                                                                   |                                                                              |                                                                              |                                                                              |                                                                              |                                                                              |  |  | |                                                                                 |                                                                                 |                                                                                 |                                                                                 |                                                                                 |  |  |                                                                                     |                                                                                     |                                                                                     |                                                                                     |                                                                                     |                                                                                     |  |  |  |  |  |  |  |  |  |  |
| |                                                                                          |                                                                                          |                                                                                          |                                                                                          |                                                                                          |  |  |                                                                                          |                                                                                          |                                                                                          |                                                                                          |                                                                                          |                                                                                          |  |  |                                                                                   |                                                                              |                                                                              |                                                                              |                                                                              |                                                                              |  |  | Luis Tomás Fernández de Córdoba , xv duque de Medinaceli, xiii duque de Alcalá (1813-1873)            |                                                                                 |                                                                                 |                                                                                 |                                                                                 |                                                                                 |  |  |                                                                                     |                                                                                     |                                                                                     |                                                                                     |                                                                                     |                                                                                     |  |  |  |  |  |  |  |  |  |  |
| |                                                                                          |                                                                                          |                                                                                          |                                                                                          |                                                                                          |  |  |                                                                                          |                                                                                          |                                                                                          |                                                                                          |                                                                                          |                                                                                          |  |  |                                                                                   |                                                                              |                                                                              |                                                                              |                                                                              |                                                                              |  |  | |                                                                                 |                                                                                 |                                                                                 |                                                                                 |                                                                                 |  |  |                                                                                     |                                                                                     |                                                                                     |                                                                                     |                                                                                     |                                                                                     |  |  |  |  |  |  |  |  |  |  |
| |                                                                                          |                                                                                          |                                                                                          |                                                                                          |                                                                                          |  |  |                                                                                          |                                                                                          |                                                                                          |                                                                                          |                                                                                          |                                                                                          |  |  |                                                                                   |                                                                              |                                                                              |                                                                              |                                                                              |                                                                              |  |  | Luis María Fernández de Córdoba, xvi duque de Medinaceli, xiv duque de Alcalá (1851-1879)             |                                                                                 |                                                                                 |                                                                                 |                                                                                 |                                                                                 |  |  |                                                                                     |                                                                                     |                                                                                     |                                                                                     |                                                                                     |                                                                                     |  |  |  |  |  |  |  |  |  |  |
| |                                                                                          |                                                                                          |                                                                                          |                                                                                          |                                                                                          |  |  |                                                                                          |                                                                                          |                                                                                          |                                                                                          |                                                                                          |                                                                                          |  |  |                                                                                   |                                                                              |                                                                              |                                                                              |                                                                              |                                                                              |  |  | |                                                                                 |                                                                                 |                                                                                 |                                                                                 |                                                                                 |  |  |                                                                                     |                                                                                     |                                                                                     |                                                                                     |                                                                                     |                                                                                     |  |  |  |  |  |  |  |  |  |  |
| |                                                                                          |                                                                                          |                                                                                          |                                                                                          |                                                                                          |  |  |                                                                                          |                                                                                          |                                                                                          |                                                                                          |                                                                                          |                                                                                          |  |  |                                                                                   |                                                                              |                                                                              |                                                                              |                                                                              |                                                                              |  |  | Luis Jesús Fernández de Córdoba, xvii duque de Medinaceli, xv duque de Alcalá (1880-1956)             |                                                                                 |                                                                                 |                                                                                 |                                                                                 |                                                                                 |  |  |                                                                                     |                                                                                     |                                                                                     |                                                                                     |                                                                                     |                                                                                     |  |  |  |  |  |  |  |  |  |  |
| |                                                                                          |                                                                                          |                                                                                          |                                                                                          |                                                                                          |  |  |                                                                                          |                                                                                          |                                                                                          |                                                                                          |                                                                                          |                                                                                          |  |  |                                                                                   |                                                                              |                                                                              |                                                                              |                                                                              |                                                                              |  |  | |                                                                                 |                                                                                 |                                                                                 |                                                                                 |                                                                                 |  |  |                                                                                     |                                                                                     |                                                                                     |                                                                                     |                                                                                     |                                                                                     |  |  |  |  |  |  |  |  |  |  |
| |                                                                                          |                                                                                          |                                                                                          |                                                                                          |                                                                                          |  |  |                                                                                          |                                                                                          |                                                                                          |                                                                                          |                                                                                          |                                                                                          |  |  |                                                                                   |                                                                              |                                                                              |                                                                              |                                                                              |                                                                              |  |  | Victoria Eugenia Fernández de Córdoba, xviii duquesa de Medinaceli, xvi duquesa de Alcalá (1917-2013) |                                                                                 |                                                                                 |                                                                                 |                                                                                 |                                                                                 |  |  |                                                                                     |                                                                                     |                                                                                     |                                                                                     |                                                                                     |                                                                                     |  |  |  |  |  |  |  |  |  |  |
| |                                                                                          |                                                                                          |                                                                                          |                                                                                          |                                                                                          |  |  |                                                                                          |                                                                                          |                                                                                          |                                                                                          |                                                                                          |                                                                                          |  |  |                                                                                   |                                                                              |                                                                              |                                                                              |                                                                              |                                                                              |  |  | |                                                                                 |                                                                                 |                                                                                 |                                                                                 |                                                                                 |  |  |                                                                                     |                                                                                     |                                                                                     |                                                                                     |                                                                                     |                                                                                     |  |  |  |  |  |  |  |  |  |  |
| |                                                                                          |                                                                                          |                                                                                          |                                                                                          |                                                                                          |  |  |                                                                                          |                                                                                          |                                                                                          |                                                                                          |                                                                                          |                                                                                          |  |  |                                                                                   |                                                                              |                                                                              |                                                                              |                                                                              |                                                                              |  |  | |                                                                                 |                                                                                 |                                                                                 |                                                                                 |                                                                                 |  |  |                                                                                     |                                                                                     |                                                                                     |                                                                                     |                                                                                     |                                                                                     |  |  |  |  |  |  |  |  |  |  |
| |                                                                                          |                                                                                          |                                                                                          |                                                                                          |                                                                                          |  |  |                                                                                          |                                                                                          |                                                                                          |                                                                                          |                                                                                          |                                                                                          |  |  | Ana Medina, ix condesa de Ofalia (1940-2012)                                      | Ana Medina, ix condesa de Ofalia (1940-2012)                                 | Ana Medina, ix condesa de Ofalia (1940-2012)                                 | Ana Medina, ix condesa de Ofalia (1940-2012)                                 | Ana Medina, ix condesa de Ofalia (1940-2012)                                 | Ana Medina, ix condesa de Ofalia (1940-2012)                                 |  |  | Luis Medina, ix duque de Santisteban (1941-2011)                                                      | Luis Medina, ix duque de Santisteban (1941-2011)                                | Luis Medina, ix duque de Santisteban (1941-2011)                                | Luis Medina, ix duque de Santisteban (1941-2011)                                | Luis Medina, ix duque de Santisteban (1941-2011)                                | Luis Medina, ix duque de Santisteban (1941-2011)                                |  |  | Ignacio Medina, xix duque de Segorbe (n. 1947)                                      | Ignacio Medina, xix duque de Segorbe (n. 1947)                                      | Ignacio Medina, xix duque de Segorbe (n. 1947)                                      | Ignacio Medina, xix duque de Segorbe (n. 1947)                                      | Ignacio Medina, xix duque de Segorbe (n. 1947)                                      | Ignacio Medina, xix duque de Segorbe (n. 1947)                                      |  |  |  |  |  |  |  |  |  |  |
| |                                                                                          |                                                                                          |                                                                                          |                                                                                          |                                                                                          |  |  |                                                                                          |                                                                                          |                                                                                          |                                                                                          |                                                                                          |                                                                                          |  |  | Ana Medina, ix condesa de Ofalia (1940-2012)                                      | Ana Medina, ix condesa de Ofalia (1940-2012)                                 | Ana Medina, ix condesa de Ofalia (1940-2012)                                 | Ana Medina, ix condesa de Ofalia (1940-2012)                                 | Ana Medina, ix condesa de Ofalia (1940-2012)                                 | Ana Medina, ix condesa de Ofalia (1940-2012)                                 |  |  | Luis Medina, ix duque de Santisteban (1941-2011)                                                      | Luis Medina, ix duque de Santisteban (1941-2011)                                | Luis Medina, ix duque de Santisteban (1941-2011)                                | Luis Medina, ix duque de Santisteban (1941-2011)                                | Luis Medina, ix duque de Santisteban (1941-2011)                                | Luis Medina, ix duque de Santisteban (1941-2011)                                |  |  | Ignacio Medina, xix duque de Segorbe (n. 1947)                                      | Ignacio Medina, xix duque de Segorbe (n. 1947)                                      | Ignacio Medina, xix duque de Segorbe (n. 1947)                                      | Ignacio Medina, xix duque de Segorbe (n. 1947)                                      | Ignacio Medina, xix duque de Segorbe (n. 1947)                                      | Ignacio Medina, xix duque de Segorbe (n. 1947)                                      |  |  |  |  |  |  |  |  |  |  |
| |                                                                                          |                                                                                          |                                                                                          |                                                                                          |                                                                                          |  |  |                                                                                          |                                                                                          |                                                                                          |                                                                                          |                                                                                          |                                                                                          |  |  | Marco de Hohenlohe, xix duque de Medinaceli (1962-2016)                           | Marco de Hohenlohe, xix duque de Medinaceli (1962-2016)                      | Marco de Hohenlohe, xix duque de Medinaceli (1962-2016)                      | Marco de Hohenlohe, xix duque de Medinaceli (1962-2016)                      | Marco de Hohenlohe, xix duque de Medinaceli (1962-2016)                      | Marco de Hohenlohe, xix duque de Medinaceli (1962-2016)                      |  |  | Victoria Medina x duquesa de Santisteban (n. 1986)                                                    | Victoria Medina x duquesa de Santisteban (n. 1986)                              | Victoria Medina x duquesa de Santisteban (n. 1986)                              | Victoria Medina x duquesa de Santisteban (n. 1986)                              | Victoria Medina x duquesa de Santisteban (n. 1986)                              | Victoria Medina x duquesa de Santisteban (n. 1986)                              |  |  |                                                                                     |                                                                                     |                                                                                     |                                                                                     |                                                                                     |                                                                                     |  |  |  |  |  |  |  |  |  |  |
| |                                                                                          |                                                                                          |                                                                                          |                                                                                          |                                                                                          |  |  |                                                                                          |                                                                                          |                                                                                          |                                                                                          |                                                                                          |                                                                                          |  |  | Marco de Hohenlohe, xix duque de Medinaceli (1962-2016)                           | Marco de Hohenlohe, xix duque de Medinaceli (1962-2016)                      | Marco de Hohenlohe, xix duque de Medinaceli (1962-2016)                      | Marco de Hohenlohe, xix duque de Medinaceli (1962-2016)                      | Marco de Hohenlohe, xix duque de Medinaceli (1962-2016)                      | Marco de Hohenlohe, xix duque de Medinaceli (1962-2016)                      |  |  | Victoria Medina x duquesa de Santisteban (n. 1986)                                                    | Victoria Medina x duquesa de Santisteban (n. 1986)                              | Victoria Medina x duquesa de Santisteban (n. 1986)                              | Victoria Medina x duquesa de Santisteban (n. 1986)                              | Victoria Medina x duquesa de Santisteban (n. 1986)                              | Victoria Medina x duquesa de Santisteban (n. 1986)                              |  |  |                                                                                     |                                                                                     |                                                                                     |                                                                                     |                                                                                     |                                                                                     |  |  |  |  |  |  |  |  |  |  |
| |                                                                                          |                                                                                          |                                                                                          |                                                                                          |                                                                                          |  |  |                                                                                          |                                                                                          |                                                                                          |                                                                                          |                                                                                          |                                                                                          |  |  | Victoria de Hohenlohe, xx duquesa de Medinaceli, xvii duquesa de Alcalá (n. 1997) |                                                                              |                                                                              |                                                                              |                                                                              |                                                                              |  |  | |                                                                                 |                                                                                 |                                                                                 |                                                                                 |                                                                                 |  |  |                                                                                     |                                                                                     |                                                                                     |                                                                                     |                                                                                     |                                                                                     |  |  |  |  |  |  |  |  |  |  |